# Pereszlő
Pereszlő (1899-ig Priszlop, ukránul: Присліп [Priszlip], szlovákul: Prislop) falu Ukrajnában, Kárpátalján, a Huszti járásban.

## Fekvése
Ökörmezőtől 30 km-re északra a Priszlop-patak partján fekszik.

## Története
Pereszlő (Priszlop) a Lipcseiek  kenézfalva volt. Nevét 1642-ben említette először oklevél. Ekkor 5 család élt itt. 1671-ben 16 ház állt a településen és ekkor Lipcsei István birtoka volt.
Lakói egykor gabona- és faszállítással keresték kenyerüket.
1910-ben 1391 többségben ruszin lakosa volt, jelentős német kisebbséggel. A trianoni békeszerződésig Máramaros vármegye Ökörmezői járásához tartozott. 
1939-től Nagypriszlop a neve, később Titokvölgyet és Határvölgyet csatolták hozzá.

## Népesség
900 lakosú ruszin falu.

| 2001 | 851 |

## Nevezetességek
- Görögkatolikus fatemplomuk és harangtornyuk - 1795-ben épült Szent Miklósnak szentelve.